# Волжское-Малахово
Волжское-Малахово  — деревня в Ржевском районе Тверской области. Входит в состав сельского поселения «Хорошево».

## География
Находится в южной части Тверской области на расстоянии приблизительно 15 км по прямой на запад-северо-запад от вокзала станции Ржев-Балтийский на правом берегу Волги.

## История
Населенный пункт был отмечен (тогда Малахово) еще на карте 1825 года. В 1859 году здесь (сельцо Ржевского уезда Тверской губернии) было учтено 2 двора, в 1939—6.

## Население
Численность населения: 36 человек (1859 год), 70 (русские 100 %) в 2002 году, 82 в 2010.